# Albizzate
Albizzate är en ort och kommun i provinsen Varese i regionen Lombardiet i Italien. Kommunen hade 5 251 invånare (2018).